# كريستا ألانجارا
كريستا ألانجارا الشهيرة بكريستا لين كوليز هي عالمة رياضيات ومؤلفة كتب مدرسية متخصصة في التحليل العددي. وهي أستاذة للرياضيات ورئيسة قسم الرياضيات والإحصاء بجامعة إيلون،  وباحثة في برنامج فولبرايت .

## التعليم
تخرجت أرانجالا من كلية ألغيني في عام 1993. وحصلت على درجة الدكتوراه في عام 2000 من جامعة سينسيناتي، مع أطروحة عن التعريف العددي للمعلمات في التوصيل الحراري العكسي ونظرية أويلر برنولي الشعاعية التي أشرف عليها دييغو أنطونيو موريو.

## العمل الدولي
أخذت أرانغالا بانتظام دروسها في الرياضيات في إيلون إلى الهند وسريلانكا، حيث شاركوا في تعليم الرياضيات في المدارس الابتدائية.  في 2013-2014 ، كانت منحة فولبرايت في سريلانكا. 

## كتب
تشمل كتب أرانجالا ما يلي:
- استكشاف الجبر الخطي: مختبرات ومشروعات مع الرياضيات(مطبعة CRC ، 2015)[9]
- استكشاف حساب التفاضل والتكامل: المختبرات والمشروعات مع الرياضيات(CRCمطبعة، 2016)
- النمذجة الرياضية: التفريخ وراء التفاضل والتكامل (مع نيكولاس س. لوك وكارين أ. يوكلي، مطبعة CRC ، 2018)
- استكشاف الجبر الخطي: المعامل والمشروعات التي تستخدم الرياضيات(CRC مطبعة، 2019) [10]